# Daniel Gorosito
Daniel Gorosito "Palito" (26 de febrero de 1952, asesinado el 28 de octubre de 1976, Rosario) militante del Partido Revolucionario de los Trabajadores víctima de la última dictadura cívico militar de Argentina.

## Breve reseña
Militó en el Peronismo de Base de Rosario y luego en el Partido Revolucionario de los Trabajadores (PRT), brazo político del Ejército Revolucionario del Pueblo (ERP). 

Fue secuestrado en el hospital Provincial de Rosario, el 18 de enero de 1976 y trasladado a la Jefatura de Rosario (conocido como "El Pozo"). 

De allí fue trasladado a una unidad penitenciaria de Rosario y luego a la unidad penal de Coronda, de donde fue secuestrado por segunda vez en octubre de 1976 para ser asesinado días después. Al momento de su muerte tenía 22 años de edad.

### Testimonio de Elida Luna
Elida Luna, "la Peti", militante de Familiares de Detenidos y Desaparecidos por Razones Políticas, dio su testimonio en 2011 frente al Tribunal Federal para hablar de su compañero, Daniel Gorosito. Secuestrado de la cárcel de Coronda, donde estaba detenido de manera legal, fue llevado al centro clandestino de detención ubicado en las dependencias donde funcionaba el Servicio de Informaciones, donde permaneció un mes sometido a tortura antes de ser asesinado.